# Коркасская
Коркасская — река в России, протекает в Чердынском районе Пермского края. Устье реки находится в 25 км по левому берегу реки Берёзовая. Длина реки составляет 12 км.
Исток реки на восточных склонах горы Низьва (533 НУМ) в 16 км к юго-западу от посёлка Валай. Река течёт на север по ненаселённой местности, протекает восточнее гор Низьва и Коркасская (516 НУМ), относящихся к западным предгорьям Северного Урала. Течение — быстрое, временами бурное. Впадает в Берёзовую в 15 км к северо-западу от посёлка Валай.

## Данные водного реестра
По данным государственного водного реестра России относится к Камскому бассейновому округу, водохозяйственный участок реки — Кама от водомерного поста у села Бондюг до города Березники, речной подбассейн реки — бассейны притоков Камы до впадения Белой. Речной бассейн реки — Кама.
По данным геоинформационной системы водохозяйственного районирования территории РФ, подготовленной Федеральным агентством водных ресурсов:
- Код водного объекта в государственном водном реестре — 10010100212111100006161
- Код по гидрологической изученности (ГИ) — 111100616
- Код бассейна — 10.01.01.002
- Номер тома по ГИ — 11
- Выпуск по ГИ — 1